# Satraparchis teliferata
Satraparchis teliferata är en fjärilsart som beskrevs av Walker 1863. Satraparchis teliferata ingår i släktet Satraparchis och familjen mätare. Inga underarter finns listade.